# Salomon Verveer
Salomon Leonardus Verveer, ook wel Samuel (Den Haag, 30 november 1813 - aldaar, 5 januari 1876) was een Nederlands kunstschilder. Hij was een belangrijke exponent van de Nederlandse romantiek.

## Jeugd en opleiding
Salomon Verveer was de oudste zoon in een Joodse familie in Den Haag, de stad waar hij zijn hele leven zou blijven wonen en werken. Zijn vader was de winkelier Leonardus Verveer en zijn moeder Caroline Elkan; beiden waren Hoogduitse Joden. Ze kregen drie zoons en vier dochters. Zijn vader had een goedlopende zaak in omslagdoeken - de voorlopers van de latere damesmantels. Blijkbaar liet hij alle drie zijn zoons de vrije keuze om kunstenaar te worden, wat voor die tijd tamelijk uitzonderlijk was; ook in joodse kringen was dat toen bepaald geen traditie. Salomon werd kunstschilder, Elchanon werd kunstschilder en graficus en Maurits werd kunstschilder en fotograaf.
Het gezin woonde aanvankelijk midden in de 'joodse buurt' van Den Haag, maar omdat het huis te klein werd voor het groeiende gezin werd er verhuisd naar de Dunne Bierkade. Op twaalfjarige leeftijd begon Salomon als leerling aan de Haagse Tekenacademie. Na deze vierjarige opleiding kwam hij in de leer en werd ateliermedewerker bij Bart van Hove, (1790-1880) een bekende Haagse schilder van stadsgezichten en toneeldecoraties. Ook Van Hove woonde op de Dunne Bierkade, evenals Johannes Bosboom de 'kerkenschilder', die leerling op het atelier van Van Hove was en later een goede schildersvriend van Salomon Verveer zou worden.
Rond 1835 maakte Salomon een eerste studiereis naar het Rijngebied, en in 1837 naar Parijs en Normandië, samen met Johannes Bosboom
In 1834 maakte Verveer voor het eerst kennis met de populaire lithografieën van de Brit Samuel Prout (1783-1852), waarschijnlijk via zijn
schildersvriend Wijnand Nuijen (1813-1839) die goed op de hoogte was van de kunst van de Engelse en Franse Romantiek. Een speciale inspiratiebron voor Verveers composities waren deze studiereizen; daar leerde hij andere landschappen, bouwstijlen en klederdrachten kennen. Ter plekke maakte hij dan talrijke schetsen en tekeningen, die hij terug in Den Haag voor zijn uitgewerkte aquarellen en olieverfschilderijen gebruikte.

## Leven en werk
Verveer schilderde stads- en dorpsgezichten, rivier- strand- en duingezichten, later ook Joodse volksbuurten. Ook stoffeerde hij regelmatig werk van anderen, waarbij hij de figuren schilderde in de schilderijen van collega-schilders; hij was erg bedreven in het schilderen van levendige figuurgroepen en werd daarom vaak gevraagd.
Aanvankelijk ontwikkelde Salomon - net als zijn leermeester Bart van Hove - een vrij grove penseelvoering en een gechargeerde opbouw van het schilderij. Ook hadden beiden gemeen dat ze weinig waarde hechtten aan een juiste en gedetailleerde afbeelding van de locatie die ze in hun werk weergaven. Matthijs Maris haalde in 1892 in een brief Philippe Zilcken hierover een herinnering op:  'Ik herinner me de oude Verveer, [hij] kon zich er altijd kwaad om maken, als ze hem vroegen... 'Waar is dat'? Wel godverdomme! als je een schilder bent, dan maak je jezelve een stad' .
Vanaf c. 1835 deelde Salomon met Wijnand Nuijen en Antonie Waldorp een groot atelier in de Loterijzaal (Ridderzaal) op het Haagse Binnenhof. Dit betekende een grote omslag in zijn schilderen, want hij liet zich in die jaren - evenals Waldorp en de oudere Andreas Schelfhout deden - beïnvloeden door de nieuwe schilder-aanpak van Wijnand Nuijen. Dit resulteerde in zijn eigen werk tot een subtielere penseelvoering, helderdere kleurstelling, een natuurlijke lichtval, de aanwezigheid van oude gebouwen en een levendige stoffage met figuren. Zo maakte een meer classicistische benadering plaats voor een romantische schilderstijl; Verveer wordt dan ook gezien als een van de belangrijkste vertegenwoordigers van de Nederlandse romantiek. De invloed van Nuijen zou nog geruime tijd in zijn werk zichtbaar blijven.
In 1836 nam Verveer deel aan een door het Amsterdamse Genootschap Felix Meritis uitgeroepen prijsvraag met als thema 'Stadsgezicht aan het water met afvarend beurtschip'. Enkele jaren later kocht de Nederlandse staat voor 600 gulden zijn grote doek 'Stadsgezicht, geïnspireerd op de Kolksluis te Amsterdam'. In 1843 kreeg Verveer samen met de schilder Johannes Hoppenbrouwers van een groep Haagse diplomaten de opdracht om een schilderij te maken van de schipbreuk van het Noorse schip 'De 2 Sodskende' op het strand ten Zuiden van Scheveningen. Zij zouden later samen nog verschillende andere schilderijen maken.
Al gauw vonden zijn gefantaseerde stadsgezichten met aan de werkelijkheid ontleende beeldmotieven (de zogenoemde capriccio's) hun weg naar een gretig koperspubliek. Omstreeks 1851 begon Salomon als eerste van zijn generatie met het schilderen van Amsterdamse en Haagse Jodenbuurten. Net als zijn andere stadsgezichten werden ook dat romantische taferelen die ver van de realiteit af stonden. De bittere armoede waar veel joden toen in leefden is in zijn doekjes niet te terug te zien. Hij verdiende goed met deze schilderachtige 'joodse' taferelen en werd al spoedig nagevolgd door joodse schilders als David Bles, Maurits Leon en Jozef Israëls, en niet-joodse als Johannes Bosboom, Hein Burgers en Jan Voerman.
Salomon Verveer heeft altijd in de hofstad gewoond, maar geschilderde stadsgezichten van Den Haag, zoals zijn schilderij 'Haags stadsgezicht met de Groenmarkt' uit 1860 zijn zeldzaam binnen zijn gehele oeuvre. In zijn verdere loopbaan verschoof het thematische accent vooral naar duingezichten en vissersbuurtjes. Deze waren vaak geïnspireerd op de pittoreske vissersdorpen Scheveningen en Katwijk aan Zee. De vissersbevolking met haar lokale klederdracht waren, zoals ook de verweerde visserswoningen, de glooiende duinen en de Noordzee, een onuitputtelijk scala aan schildersmotieven voor hem.
Salomon's werk werd erg populair in België, Engeland en Frankrijk. De Belgische minister Sylvain Van de Weyer kocht in 1845 twee van zijn schilderijen tijdens de Brusselse salon. In 1855 kocht de Franse keizer Napoleon III een van zijn werken tijdens de Parijse wereldtentoonstelling. In 1851 kreeg Verveer de Leopoldsorde, in 1863 de Orde van de Nederlandse Leeuw en in 1874 de Orde van de Eikenkroon. Hij was een goede bekende van de Nederlandse koninklijke familie.
Verveer was president van de Haagse Pulchri Studio en werd leermeester van onder anderen Jan Hendrik Weissenbruch en Frederik Hendrik Kaemmerer. In 1876 overleed hij op 62-jarige leeftijd en werd begraven op de Joodse begraafplaats te Den Haag. Zijn werk bevindt zich onder andere in het Rijksmuseum Amsterdam, het Gemeentemuseum Den Haag, Museum Boijmans Van Beuningen te Rotterdam, het Rijksmuseum Twenthe en het Stedelijk Museum Amsterdam. In 2015 vond een overzichtstentoonstelling plaats van het werk van de drie gebroeders Verveer in het Joods Historisch Museum.

## Selectie schilderijen

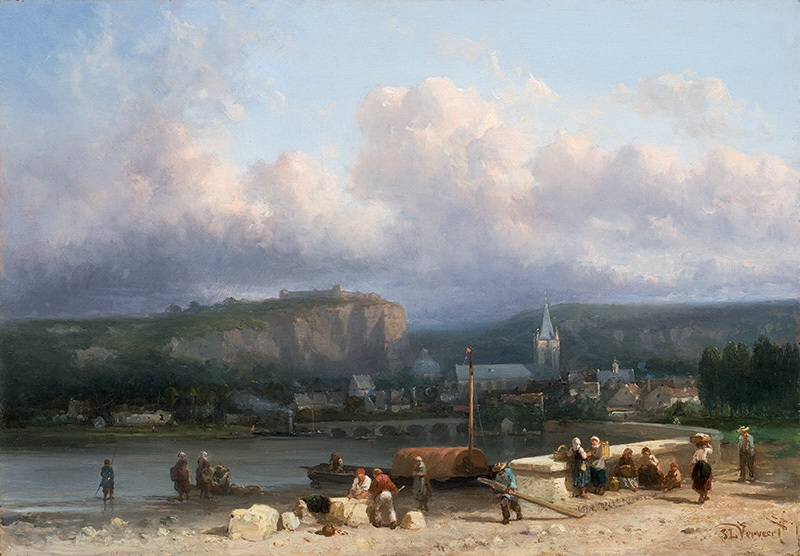
Rijngezicht, 1835, olieverf
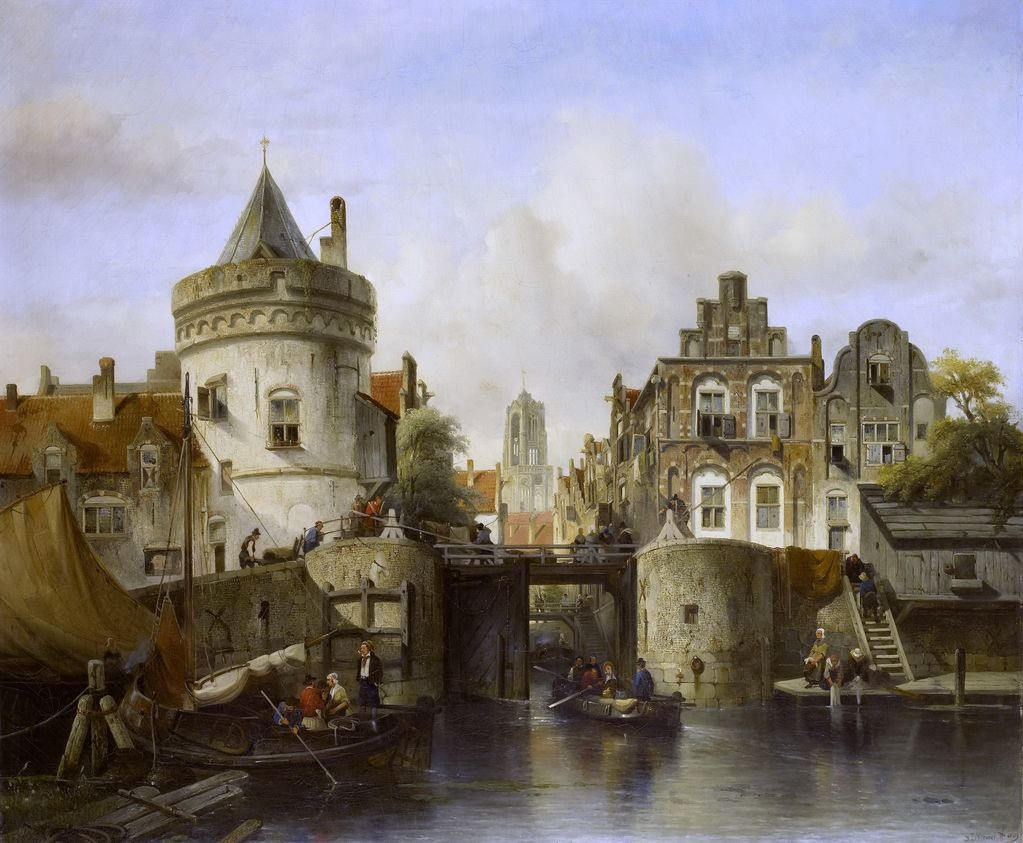
Stadsgezicht, geïnspireerd op de Kolksluis te Amsterdam, 1839, Rijksmuseum Amsterdam
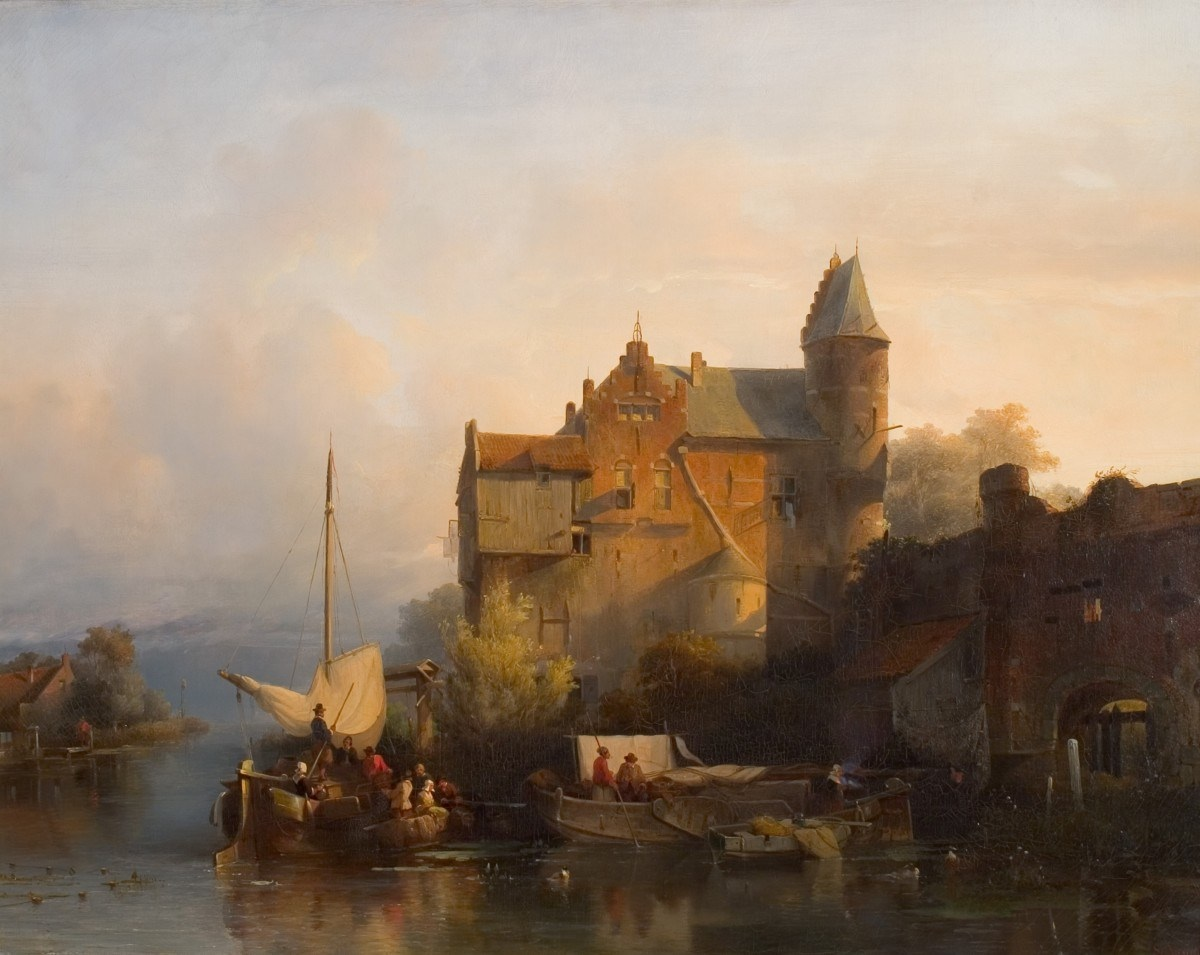
Rivierlandschap met gebouw en waterpoort, 1841, olieverf, Rijksmuseum Twenthe
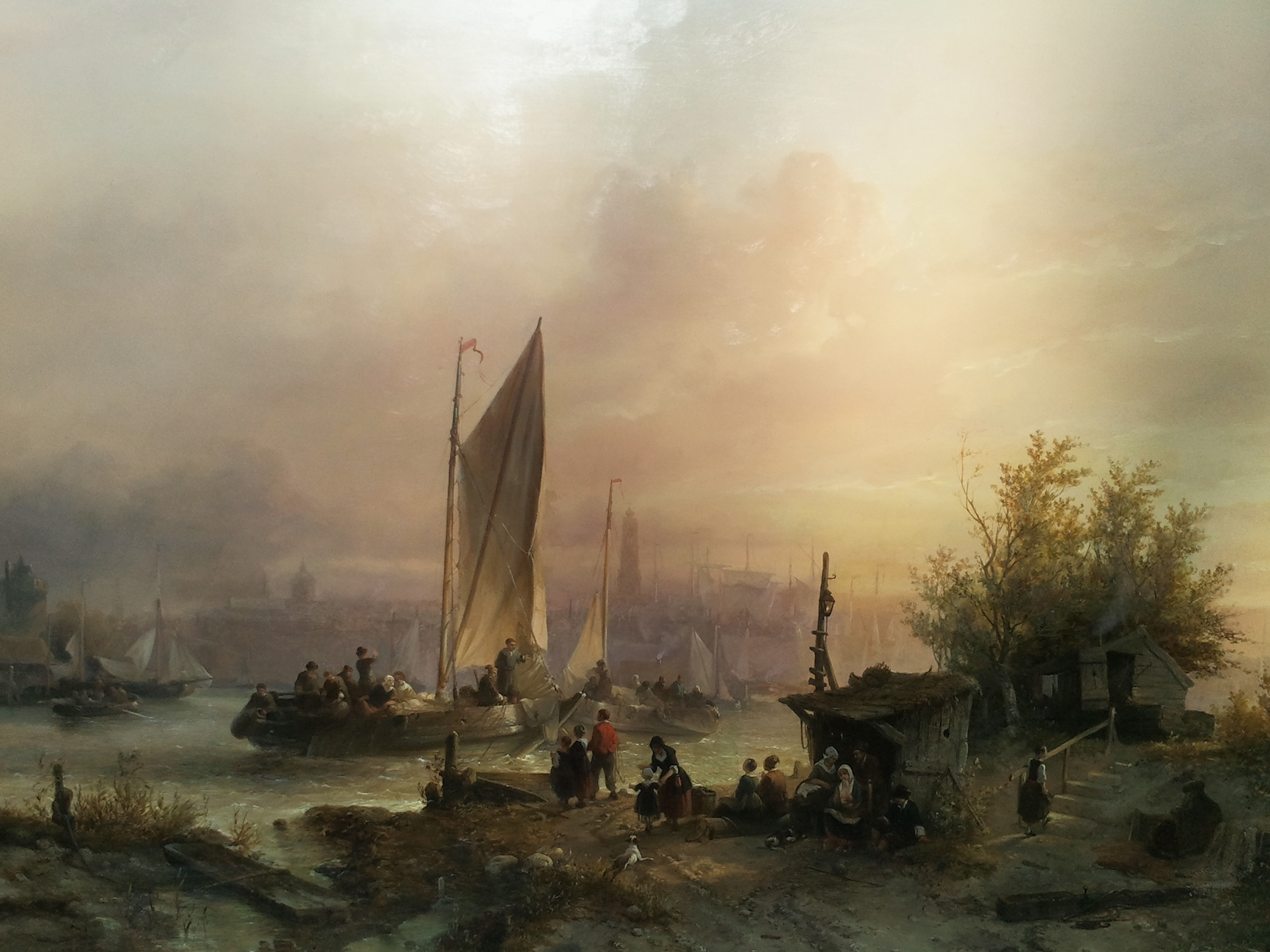
Veerpont in het IJ, c. 1850, olieverf
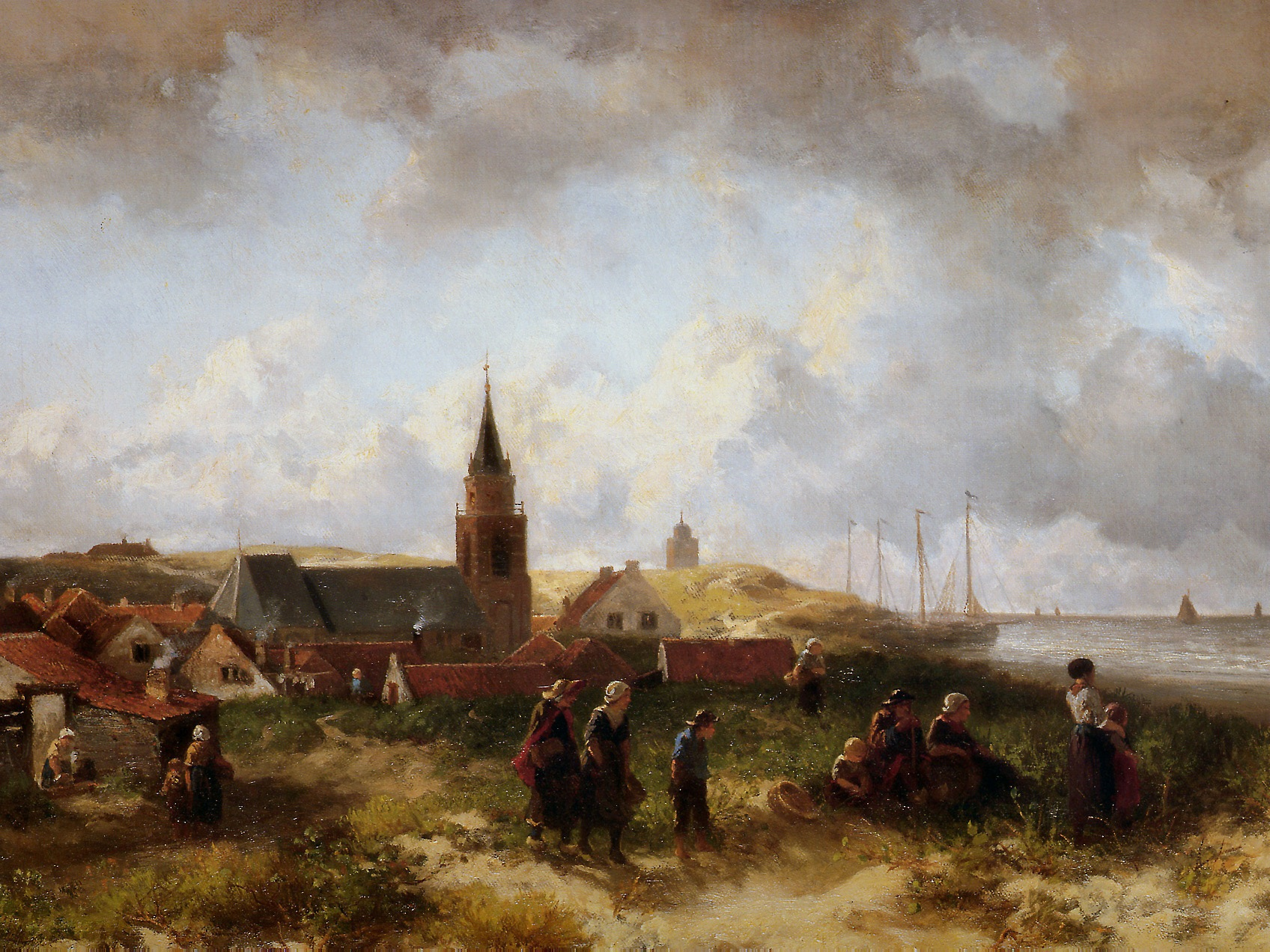
Gezicht op Scheveningen vanaf een duintop aan de noordzijde, met de Grote Kerk, 1851, olieverf
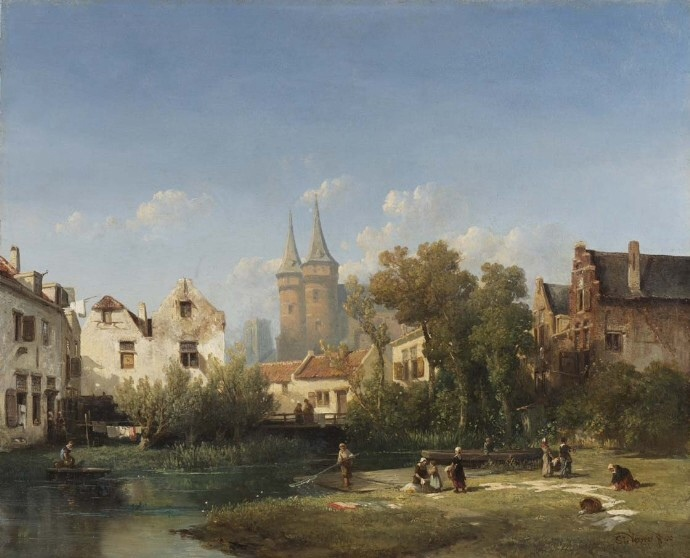
Stadsgezicht met de Oosterpoort, Delft, 1852, olieverf
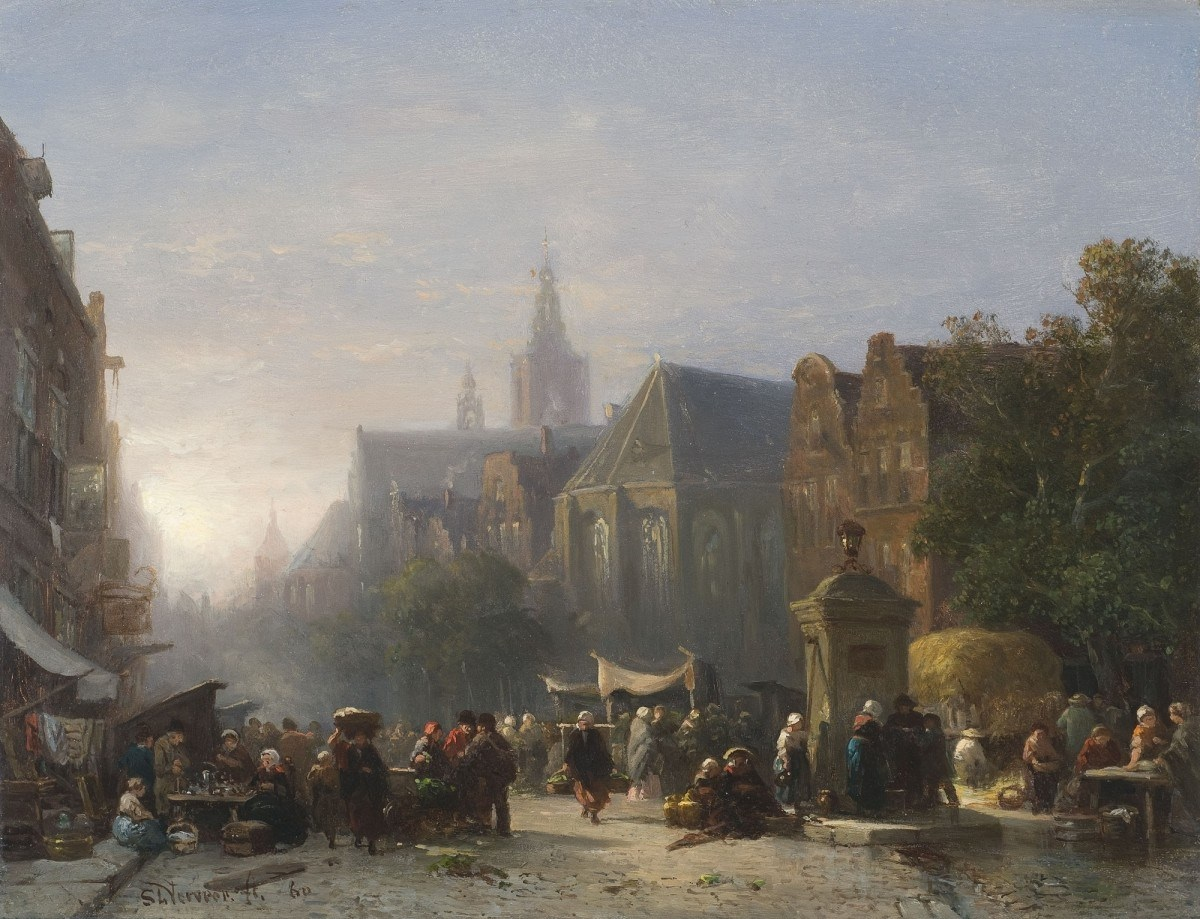
Haags stadsgezicht met de Groenmarkt, 1860, olieverf
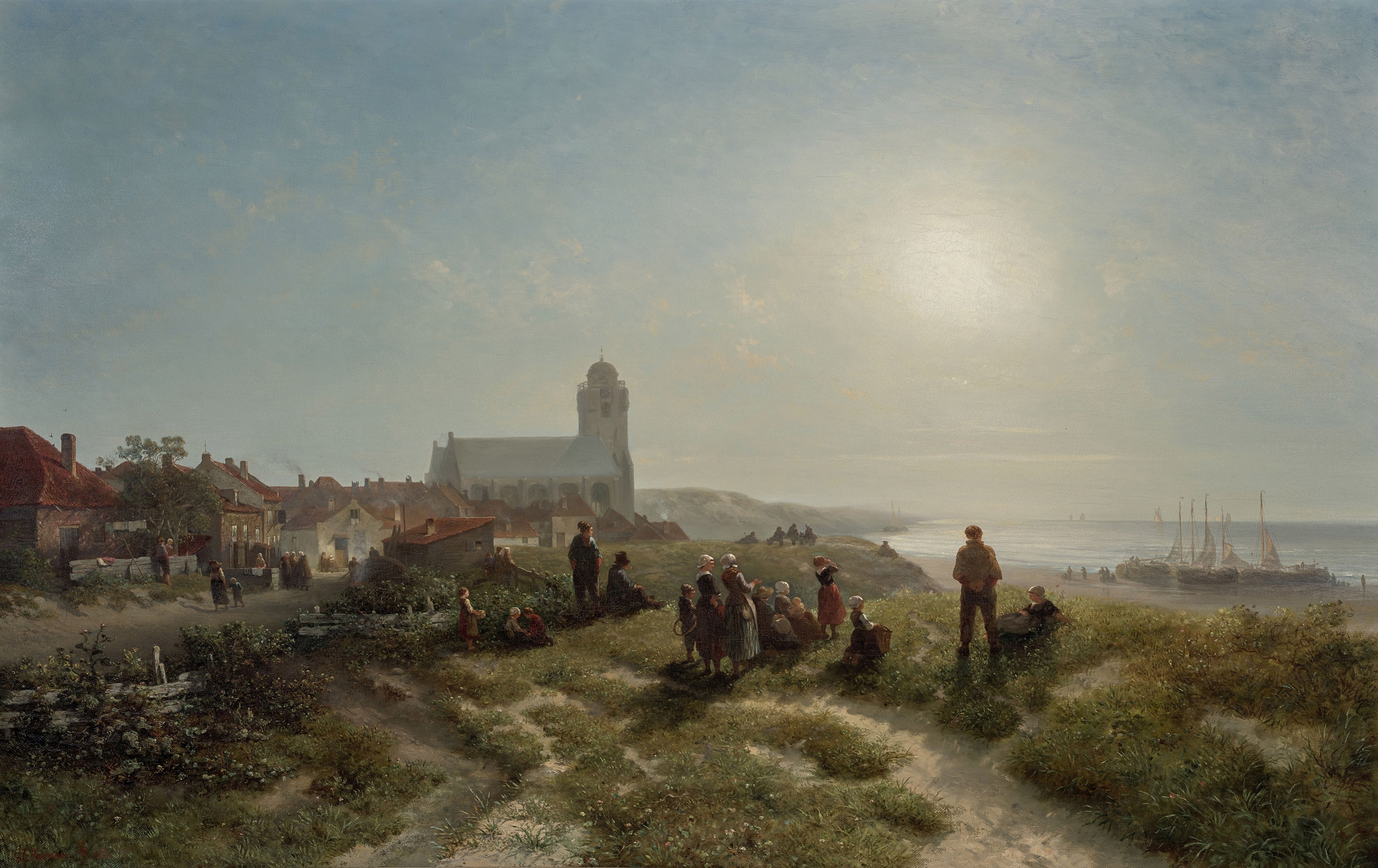
Een namiddag te Katwijk aan Zee, 1863, olieverf op doek, Boijmans van Beuningen